# دورثي سي. باي
دورثي سي. باي مواليد 1962 (بالإنجليزية: Dorothy C. Bay)‏ هي عالمة نبات أمريكية.